# Szőnyi Éva
Szőnyi Éva (1953 – 2024. november 11. vagy előtte) magyar kutató könyvtáros, bibliográfus, művelődéstörténész.

## Életpályája
Könyvtárosi tanulmányait a Ho Si Minh Tanárképző Főiskolán és az ELTE Bölcsészettudományi Karán végezte, majd a Történelemtudományi Doktori Iskolában doktori fokozatot is szerzett, miután megvédte "A Budapesti Kereskedelmi és Iparkamara Könyvtárának és Archívumának története" című értekezését. 
1972 és 1988 között az Országos Széchényi Könyvtár Magyar Nemzeti Bibliográfia Szerkesztőségének címleíró szerkesztőjeként dolgozott. 
1988 és 1994 között a Budapesti Corvinus Egyetem Központi Könyvtárának Irodalomkutatási osztályán csoportvezetői munkakört töltött be , majd az Állománygazdálkodási és Katalogizálási osztályt irányította. 2007 júniusától nyugdíjba vonulásáig a Budapesti Corvinus Egyetem (BCE) Központi Könyvtár kutatókönyvtárát vezette.
1989-től részt vett a katalogizálási szabványok honosítási munkálataiban, amelyeket a Magyar Szabványügyi Hivatal szervezett. 2006-ban a Budapesti Corvinus Egyetem Központi Könyvtárának intézményi képviseletével bízták meg a Magyar Országos Közös Katalógus – Régi könyvek tagozata szervezetében. 
2024. július 18-án, a Magyar Könyvtárosok Egyesületének 55. vándorgyűlésén Kertész Gyula-emlékérem kitüntetésben részesült.

## Társadalmi szerepvállalása
1986 óta tagja volt a Magyar Könyvtárosok Egyesületének. Kezdetben a Könyvtörténeti Bizottság, majd a Társadalomtudományi Szekció, és a Bibliográfiai Szekció tagja lett. 2005 és 2023 között ő volt a bibliográfusok szakmai szervezet elnöke, majd 2023 óta a szekció titkára.

## Művei
Számos szakmai írása jelent meg. 
- Liber oeconomicus...; vál., jegyz. Szőnyi Éva, ford. Thomas Williams; BCE Központi Könyvtár, Budapest, 2008
- Szinnyei és követői. Id. Szinnyei József halálának 100. évfordulójáról megemlékező centenáriumi emlékkönyv; szerk. Szőnyi Éva; OSZK–Gondolat–MKE, Budapest, 2014 (Nemzeti téka)
- Szabó Károly-emlékkönyv; szerk. Szőnyi Éva; OSZK–Gondolat–MKE, Budapest, 2020 (Nemzeti téka)

## Díjai, elismerései
- MKE Emlékérem – könyvtár (2013)
- Kertész Gyula-emlékérem (2024)